# Waleri Kotow
Waleri Kotow (russisch Валерий Котов, wiss. Transliteration Valerij Kotov; * 8. März 1939 in Twer) ist ein ehemaliger sowjetischer Eisschnellläufer.
Kotow, der für Spartak Twer startete, belegte in der Saison 1959/60 bei den Olympischen Winterspielen 1960 in Squaw Valley den fünften Platz über 5000 m und bei der Mehrkampfweltmeisterschaft 1960 in Davos den vierten Rang im Großen Vierkampf. Bei der Mehrkampfeuropameisterschaft 1962 in Oslo wurde er Siebter im Großen Vierkampf.

## Persönliche Bestzeiten
| Disziplin | Zeit         | Datum            | Ort           |
| --------- | ------------ | ---------------- | ------------- |
| 500 m     | 43,60 s      | 30. Januar 1960  | Davos         |
| 1500 m    | 2:11,90 min  | 28. Februar 1960 | Squaw Valley  |
| 3000 m    | 4:45,00 min  | 30. Januar 1960  | Davos         |
| 5000 m    | 7:59,00 min  | 12. Januar 1963  | Almaty        |
| 10000 m   | 16:40,50 min | 13. März 1961    | Jekaterinburg |